# Friedrich Middendorff
Friedrich Justus Heinrich Middendorff (* 2. Februar 1883 in Emden; † 12. Mai 1973 in Schüttorf) war ein deutscher evangelisch-reformierter Theologe und von 1946 bis 1953 Kirchenpräsident der heutigen Evangelisch-reformierten Kirche, die damals noch Evangelisch-reformierte Kirche in Nordwestdeutschland hieß. Er wurde vor allem wegen seiner unversöhnlichen Haltung zum Nationalsozialismus berühmt.

## Leben
Friedrich Middendorff wurde als Sohn eines reformierten Pfarrers in Emden geboren. Er studierte Theologie in Halle, Tübingen und Erlangen und wurde Mitglied der Hallenser, Tübinger und Erlanger Wingolfsverbindungen. Er trat 1909 seine erste Pfarrstelle in Uttum in Ostfriesland an. Von 1913 bis 1926 war er Pfarrer der Gemeinde Neermoor bei Leer. 1926 folgte er einem Ruf nach Schüttorf.
Er wurde schnell über Schüttorf hinaus bekannt, da er die Schriftleitung des Sonntagsblatts für evangelisch-reformierte Gemeinden übernahm. Bereits vor der Machtübernahme der NSDAP setzte sich Middendorff mehrmals öffentlich im Sonntagsblatt mit der nationalsozialistischen Ideologie auseinander. Auch sein Wirken im Christlich-Sozialen Volksdienst und seine Vorträge machten ihn schon bald zur Zielscheibe der NSDAP. Es folgte Überwachung durch die Geheime Staatspolizei (Gestapo) und staatliche Repressalien, der Höhepunkt der Auseinandersetzung wurde am 18. April 1937 erreicht, als fast eintausend Schüttorfer den Pastor nach einer Verhaftung und Überführung ins Rathaus mit Chorälen freisangen. Bekannt wurde sein Artikel aus dem Jahr 1935 Ein Weniges zur Judenfrage, der beschlagnahmt und verboten wurde. 1936 gehörte er zu den Mitunterzeichnern eines Memorandums an Adolf Hitler. Wegen seiner Predigten gegen den NS-Staat belegten die NS-Behörden Middendorff von 1937 bis 1945 mit einem Aufenthaltsverbot für seine Schüttorfer Gemeinde. Auch seine Familie wurde im August 1938 aus Schüttorf vertrieben.
Middendorf nahm zunächst eine Pfarrstelle in Düsseldorf an, wo ihn die Gestapo ebenfalls überwachen ließ. Seine Haushälterin war Spitzel der Gestapo und lieferte detaillierte Berichte über ihn. Als seine erneute Verhaftung unmittelbar bevorstand, arrangierte sich die evangelisch-reformierte Kirchenleitung in Leer mit der Gestapo, warnte Middendorff, untersagte ihm weitere Predigten und versetzte ihn nach Hamburg-Altona, wo er Pastor der dortigen Reformierten wurde. Dort blieb er bis zum Kriegsende. Während der NS-Zeit wurde er dreimal inhaftiert: vom 18. bis 29. April 1936 im Bentheimer Amtsgefängnis, vom 23. Juni bis zum 22. Juli 1937 im Berliner Polizeigefängnis am Alexanderplatz und vom 15. August bis zum 12. Dezember 1939 in Hamburg-Fuhlsbüttel. Bei den Bombardierungen der Hansestadt wurde auch das Pfarrhaus getroffen, wobei er einen Bein- und Fußbruch erlitt und seinen gesamten Hausrat verlor. Zwei Söhne fielen im Krieg. Nach Kriegsende kehrte er nach Schüttorf zurück.
Nach dem Krieg von 1946 bis 1953 stand er der reformierten Landeskirche als Kirchenpräsident vor. Von 1949 bis 1955 war er Mitglied der Synode der EKD und von 1949 bis 1959 Mitglied der Arbeitsgemeinschaft christlicher Kirchen in Deutschland. Anfang der sechziger Jahre trat er der Deutschen Friedensunion bei, deren Wahl zum Bundestag er 1961 propagierte. 1963 wurde er Spitzenkandidat bei der Niedersachsenwahl in seinem Wahlkreis. Bei seinem üblichen Morgenspaziergang von einem Auto 1973 angefahren, starb er am folgenden Tag an den Verletzungen. Nach ihm ist in Schüttorf der Friedrich Middendorff-Platz benannt.
Heute repräsentiert Middendorffs Name in besonderer Weise jenen Zweig des deutschen Calvinismus, der um des Evangeliums willen weder zu einem Paktieren mit dem Nationalsozialismus noch zu duldender Neutralität bereit war.

## Werke
- Neues und Altes. Wuppertal-Elberfeld: Verl. u. Schriftenmission d. Evang. Gesellschaft f. Deutschland, 1962,
- Der Kirchenkampf in einer reformierten Kirche. Vandenhoeck & Ruprecht, Göttingen 1961
- Predigt zum Reformationsfest über Jesaja 33, 20a. Presbyterium d. evang.-ref. Gemeinde, 1937